# Chile en la Copa América Femenina 2022
La Copa América Femenina 2022 llevó a cabo del 8 al 30 de julio Chile fue uno de los 10 participantes.

## Plantel
El 29 de junio, la FFCh anunció a las 23 jugadoras.
DT:  José Letelier
| No. | Pos. | Jugadora                 | Fecha de nacimiento (edad)        | Apa. | Goles | Club                 |
| --- | ---- | ------------------------ | --------------------------------- | ---- | ----- | -------------------- |
| 1   | POR  | Christiane Endler        | 29 de julio de 1991 (30 años)     | 90   | 0     | Olympique de Lyon    |
| 2   | DEL  | Valentina Navarrete      | 13 de julio de 2003 (18 años)     | 3    | 0     | Santiago Morning     |
| 3   | DEF  | Carla Guerrero           | 23 de diciembre de 1987 (34 años) | 77   | 6     | Universidad de Chile |
| 4   | MED  | Francisca Lara           | 29 de julio de 1990 (31 años)     | 86   | 25    | Villarreal           |
| 5   | DEF  | Fernanda Ramírez Mellado | 30 de agosto de 1992 (29 años)    | 4    | 0     | Colo-Colo            |
| 6   | MED  | Nayadet López Opazo      | 5 de agosto de 1994 (27 años)     | 15   | 0     | Espanyol             |
| 7   | DEL  | Yenny Acuña              | 18 de mayo de 1997 (25 años)      | 15   | 2     | Santiago Morning     |
| 8   | MED  | Karen Araya              | 16 de octubre de 1990 (31 años)   | 80   | 12    | Agente libre         |
| 9   | DEL  | María José Urrutia       | 17 de diciembre de 1993 (28 años) | 38   | 4     | Colo-Colo            |
| 10  | MED  | Yanara Aedo              | 5 de agosto de 1993 (28 años)     | 84   | 15    | Rayo Vallecano       |
| 11  | MED  | Yessenia López           | 20 de octubre de 1990 (31 años)   | 52   | 5     | Universidad de Chile |
| 12  | POR  | Natalia Campos           | 12 de enero de 1992 (30 años)     | 15   | 0     | Universidad de Chile |
| 13  | DEL  | Javiera Grez             | 11 de julio de 2000 (21 años)     | 23   | 3     | Colo-Colo            |
| 14  | DEF  | Daniela Pardo            | 9 de mayo de 1988 (34 años)       | 43   | 3     | Santiago Morning     |
| 15  | DEL  | Daniela Zamora           | 13 de noviembre de 1990 (31 años) | 59   | 7     | Universidad de Chile |
| 16  | DEF  | Geraldine Leyton         | 11 de mayo de 1989 (33 años)      | 44   | 1     | Colo-Colo            |
| 17  | DEF  | Javiera Toro             | 22 de abril de 1998 (24 años)     | 21   | 0     | Agente libre         |
| 18  | DEF  | Camila Sáez              | 17 de octubre de 1994 (27 años)   | 76   | 8     | Rayo Vallecano       |
| 19  | DEL  | María José Rojas         | 17 de diciembre de 1987 (34 años) | 53   | 12    | Salisbury Inter      |
| 20  | MED  | Yastin Jiménez           | 17 de octubre de 2000 (21 años)   | 11   | 0     | Colo-Colo            |
| 21  | DEF  | Rosario Balmaceda        | 26 de marzo de 1999 (23 años)     | 28   | 0     | Santiago Morning     |
| 22  | DEL  | Mary Valencia            | 16 de octubre de 2003 (18 años)   | 2    | 0     | Santiago Morning     |
| 23  | POR  | Antonia Canales          | 16 de octubre de 2002 (19 años)   | 0    | 0     | Colo-Colo            |

## Participación

### Partidos
| Fecha         | Lugar    | Instancia                    | Local    |                     | Resultado          |                      | Visitante |
| ------------- | -------- | ---------------------------- | -------- | ------------------- | ------------------ | -------------------- | --------- |
| 11 de julio   | Cali     | Fase de grupos               | Paraguay | Bandera de Paraguay | 4:2 (2:1)          | Bandera de Chile     | Chile     |
| 14 de julio   | Cali     | Fase de grupos               | Chile    | Bandera de Chile    | 2:1 (1:0)          | Bandera de Ecuador   | Ecuador   |
| 17 de julio   | Cali     | Fase de grupos               | Chile    | Bandera de Chile    | 5:0 (4:0)          | Bandera de Bolivia   | Bolivia   |
| 20 de julio   | Armemia  | Fase de grupos               | Colombia | Bandera de Colombia | 4:0 (4:0)          | Bandera de Chile     | Chile     |
| 24 de julio   | Armenia  | Definición del quinto puesto | Chile    | Bandera de Chile    | 1:1 (0:0) (4:2 p.) | Bandera de Venezuela | Venezuela |
| 21 de febrero | Auckland | Repechaje Internacional      | Chile    | Bandera de Chile    | 1:2 (0:1)          | Bandera de Haití     | Haití     |

### Fase de grupos - Grupo A
| Equipo   | Pts | PJ | PG | PE | PP | GF | GC | Dif |
| -------- | --- | -- | -- | -- | -- | -- | -- | --- |
| Colombia | 12  | 4  | 4  | 0  | 0  | 13 | 3  | 10  |
| Paraguay | 9   | 4  | 3  | 0  | 1  | 9  | 7  | 2   |
| Chile    | 6   | 4  | 2  | 0  | 2  | 9  | 8  | 1   |
| Ecuador  | 3   | 4  | 1  | 0  | 3  | 9  | 7  | 2   |
| Bolivia  | 0   | 4  | 0  | 0  | 4  | 1  | 16 | -15 |

     — Clasificado para las semifinales.

     — Clasificado para la definición por el quinto puesto.

#### Paraguay vs. Chile
| 11 de julio de 2022, 16:00 | Paraguay                                      | 3:2 (2:1)                     | Chile                   | Estadio Pascual Guerrero, Cali                          |                                                         |
|                            | Fernández 3' · J. Martínez 12' · Sandoval 56' | CONMEBOL Reporte FIFA Reporte | Pardo 34' · Acuña 90+2' | Asistencia: 1 500 espectadores Árbitra: Yercinia Correa | Asistencia: 1 500 espectadores Árbitra: Yercinia Correa |

| 12         | Guardameta     | Alicia Bobadilla  |     |
| 18         | Defensa        | Camila Arrieta    |     |
| 5          | Defensa        | Verónica Riveros  |     |
| 21         | Defensa        | María Martínez    |     |
| 2          | Defensa        | Limpia Fretes     |     |
| 7          | Centrocampista | Fabiola Sandoval  |     |
| 15         | Centrocampista | Fanny Godoy       | 65' |
| 6          | Centrocampista | Dulce Quintana    |     |
| 16         | Centrocampista | Ramona Martínez   | 82' |
| 10         | Delantero      | Jessica Martínez  |     |
| 19         | Delantero      | Rebeca Fernández  | 64' |
| Entrenador | Entrenador     | Marcello Frigério |     |

| 1          | Guardameta     | Christiane Endler   |     |
| 16         | Defensa        | Geraldine Leyton    | 65' |
| 14         | Defensa        | Daniela Pardo       |     |
| 18         | Defensa        | Camila Sáez         |     |
| 17         | Defensa        | Javiera Toro        |     |
| 6          | Centrocampista | Nayadet López Opazo | 46' |
| 15         | Centrocampista | Daniela Zamora      |     |
| 8          | Centrocampista | Karen Araya         | 46' |
| 4          | Centrocampista | Francisca Lara      |     |
| 10         | Centrocampista | Yanara Aedo         | 72' |
| 9          | Delantero      | María José Urrutia  | 46' |
| Entrenador | Entrenador     | José Letelier       |     |

| 9  | Centrocampista | Lice Chamorro | 64' |
| 8  | Centrocampista | Rosa Miño     | 65' |
| 11 | Centrocampista | Fany Gauto    | 82' |

| 13 | Delantero      | Javiera Grez        | 46' |
| 2  | Delantero      | Valentina Navarrete | 46' |
| 3  | Defensa        | Carla Guerrero      | 46' |
| 7  | Delantero      | Yenny Acuña         | 65' |
| 20 | Centrocampista | Yastin Jiménez      | 72' |

| Anotado | 3'  | Rebeca Fernández | 1:0 |
| Anotado | 12' | Jessica Martínez | 2:0 |
| Anotado | 56' | Fabiola Sandoval | 3:1 |

| Anotado | 34'   | Daniela Pardo | 2:1 |
| Anotado | 90+2' | Yenny Acuña   | 3:2 |

| Amonestado | 24'   | Ramona Martínez  |
| Amonestado | 30'   | Jessica Martínez |
| Amonestado | 45+2' | Fanny Godoy      |

| Amonestado | 41' | Daniela Pardo |

| Árbitra             | Yercinia Correa |
| Árbitras asistentes | Thaity Dugarte  |
| Árbitras asistentes | Thyty Rodríguez |
| Cuarta árbitra      | Anahí Fernández |

| 12         | Guardameta     | Alicia Bobadilla  |     |
| 18         | Defensa        | Camila Arrieta    |     |
| 5          | Defensa        | Verónica Riveros  |     |
| 21         | Defensa        | María Martínez    |     |
| 2          | Defensa        | Limpia Fretes     |     |
| 7          | Centrocampista | Fabiola Sandoval  |     |
| 15         | Centrocampista | Fanny Godoy       | 65' |
| 6          | Centrocampista | Dulce Quintana    |     |
| 16         | Centrocampista | Ramona Martínez   | 82' |
| 10         | Delantero      | Jessica Martínez  |     |
| 19         | Delantero      | Rebeca Fernández  | 64' |
| Entrenador | Entrenador     | Marcello Frigério |     |

| 1          | Guardameta     | Christiane Endler   |     |
| 16         | Defensa        | Geraldine Leyton    | 65' |
| 14         | Defensa        | Daniela Pardo       |     |
| 18         | Defensa        | Camila Sáez         |     |
| 17         | Defensa        | Javiera Toro        |     |
| 6          | Centrocampista | Nayadet López Opazo | 46' |
| 15         | Centrocampista | Daniela Zamora      |     |
| 8          | Centrocampista | Karen Araya         | 46' |
| 4          | Centrocampista | Francisca Lara      |     |
| 10         | Centrocampista | Yanara Aedo         | 72' |
| 9          | Delantero      | María José Urrutia  | 46' |
| Entrenador | Entrenador     | José Letelier       |     |

| 9  | Centrocampista | Lice Chamorro | 64' |
| 8  | Centrocampista | Rosa Miño     | 65' |
| 11 | Centrocampista | Fany Gauto    | 82' |

| 13 | Delantero      | Javiera Grez        | 46' |
| 2  | Delantero      | Valentina Navarrete | 46' |
| 3  | Defensa        | Carla Guerrero      | 46' |
| 7  | Delantero      | Yenny Acuña         | 65' |
| 20 | Centrocampista | Yastin Jiménez      | 72' |

| Anotado | 3'  | Rebeca Fernández | 1:0 |
| Anotado | 12' | Jessica Martínez | 2:0 |
| Anotado | 56' | Fabiola Sandoval | 3:1 |

| Anotado | 34'   | Daniela Pardo | 2:1 |
| Anotado | 90+2' | Yenny Acuña   | 3:2 |

| Amonestado | 24'   | Ramona Martínez  |
| Amonestado | 30'   | Jessica Martínez |
| Amonestado | 45+2' | Fanny Godoy      |

| Amonestado | 41' | Daniela Pardo |

| Árbitra             | Yercinia Correa |
| Árbitras asistentes | Thaity Dugarte  |
| Árbitras asistentes | Thyty Rodríguez |
| Cuarta árbitra      | Anahí Fernández |

| Estadísticas      | Bandera de Paraguay | Bandera de Chile |
| Tiros             | 11                  | 13               |
| Tiros a puerta    | 5                   | 6                |
| Faltas            | 25                  | 14               |
| Saques de esquina | 4                   | 4                |
| Penaltis          | 0                   | 0                |
| Fueras de juego   | 4                   | 2                |
| Posesión de balón | 38%                 | 62%              |

#### Chile vs. Ecuador
| 14 de julio de 2022, 19:00 | Chile                | 2:1 (1:0)                     | Ecuador     | Estadio Pascual Guerrero, Cali                              |                                                             |
|                            | Sáez 40' · Acuña 76' | CONMEBOL Reporte FIFA Reporte | Aguirre 78' | Asistencia: 1 500 espectadores Árbitra: Edina Alves Batista | Asistencia: 1 500 espectadores Árbitra: Edina Alves Batista |

| 1          | Guardameta     | Christiane Endler |     |
| 18         | Defensa        | Camila Sáez       |     |
| 14         | Defensa        | Daniela Pardo     | 54' |
| 3          | Defensa        | Carla Guerrero    | 83' |
| 21         | Defensa        | Rosario Balmaceda |     |
| 4          | Centrocampista | Francisca Lara    |     |
| 8          | Centrocampista | Karen Araya       |     |
| 11         | Centrocampista | Yessenia López    |     |
| 2          | Delantero      | Marilin Rojas     | 72' |
| 13         | Delantero      | Javiera Grez      | 83' |
| 15         | Delantero      | Daniela Zamora    |     |
| Entrenador | Entrenador     | José Letelier     |     |

| 12          | Guardameta     | Andrea Morán      |       |
| 19          | Defensa        | Kerlly Real       |       |
| 2           | Defensa        | Suany Fajardo     | 77'   |
| 16          | Defensa        | Ligia Moreira     |       |
| 5           | Defensa        | Erika Gracia      |       |
| 14          | Defensa        | Danna Pesántes    |       |
| 13          | Centrocampista | Nicole Charcopa   | 90+5' |
| 17          | Centrocampista | Joselyn Espinales | 46'   |
| 11          | Centrocampista | Ámbar Torres      | 77'   |
| 10          | Centrocampista | Karen Flores      | 90+1' |
| 9           | Delantero      | Nayely Bolaños    |       |
| Entrenadora | Entrenadora    | Emily Lima        |       |

| 6  | Centrocampista | Nayadet López Opazo | 54' |
| 7  | Delantero      | Yenny Acuña         | 72' |
| 20 | Centrocampista | Yastin Jiménez      | 83' |
| 17 | Defensa        | Javiera Toro        | 83' |

| 4  | Centrocampista | Stefany Cedeño   | 46'   |
| 8  | Centrocampista | Marthina Aguirre | 77'   |
| 7  | Delantero      | Emily Arias      | 77'   |
| 15 | Delantero      | Isabel Trujillo  | 90+1' |
| 20 | Delantero      | Jimena Zambrano  | 90+5' |

| Anotado | 40' | Camila Sáez | 1:0 |
| Anotado | 76' | Yenny Acuña | 2:0 |

| Anotado | 78' | Marthina Aguirre | 2:1 |

| Amonestado | 18' | Karen Araya    |
| Amonestado | 83' | Carla Guerrero |

| Amonestado | 32' | Ligia Moreira  |
| Amonestado | 66' | Stefany Cedeño |

| Árbitra             | Edina Alves Batista |
| Árbitras asistentes | Neuza Back          |
| Árbitras asistentes | Mariana de Almeida  |
| Cuarta árbitra      | Laura Fortunato     |

| 1          | Guardameta     | Christiane Endler |     |
| 18         | Defensa        | Camila Sáez       |     |
| 14         | Defensa        | Daniela Pardo     | 54' |
| 3          | Defensa        | Carla Guerrero    | 83' |
| 21         | Defensa        | Rosario Balmaceda |     |
| 4          | Centrocampista | Francisca Lara    |     |
| 8          | Centrocampista | Karen Araya       |     |
| 11         | Centrocampista | Yessenia López    |     |
| 2          | Delantero      | Marilin Rojas     | 72' |
| 13         | Delantero      | Javiera Grez      | 83' |
| 15         | Delantero      | Daniela Zamora    |     |
| Entrenador | Entrenador     | José Letelier     |     |

| 12          | Guardameta     | Andrea Morán      |       |
| 19          | Defensa        | Kerlly Real       |       |
| 2           | Defensa        | Suany Fajardo     | 77'   |
| 16          | Defensa        | Ligia Moreira     |       |
| 5           | Defensa        | Erika Gracia      |       |
| 14          | Defensa        | Danna Pesántes    |       |
| 13          | Centrocampista | Nicole Charcopa   | 90+5' |
| 17          | Centrocampista | Joselyn Espinales | 46'   |
| 11          | Centrocampista | Ámbar Torres      | 77'   |
| 10          | Centrocampista | Karen Flores      | 90+1' |
| 9           | Delantero      | Nayely Bolaños    |       |
| Entrenadora | Entrenadora    | Emily Lima        |       |

| 6  | Centrocampista | Nayadet López Opazo | 54' |
| 7  | Delantero      | Yenny Acuña         | 72' |
| 20 | Centrocampista | Yastin Jiménez      | 83' |
| 17 | Defensa        | Javiera Toro        | 83' |

| 4  | Centrocampista | Stefany Cedeño   | 46'   |
| 8  | Centrocampista | Marthina Aguirre | 77'   |
| 7  | Delantero      | Emily Arias      | 77'   |
| 15 | Delantero      | Isabel Trujillo  | 90+1' |
| 20 | Delantero      | Jimena Zambrano  | 90+5' |

| Anotado | 40' | Camila Sáez | 1:0 |
| Anotado | 76' | Yenny Acuña | 2:0 |

| Anotado | 78' | Marthina Aguirre | 2:1 |

| Amonestado | 18' | Karen Araya    |
| Amonestado | 83' | Carla Guerrero |

| Amonestado | 32' | Ligia Moreira  |
| Amonestado | 66' | Stefany Cedeño |

| Árbitra             | Edina Alves Batista |
| Árbitras asistentes | Neuza Back          |
| Árbitras asistentes | Mariana de Almeida  |
| Cuarta árbitra      | Laura Fortunato     |

| Estadísticas      | Bandera de Chile | Bandera de Ecuador |
| Tiros             | 19               | 12                 |
| Tiros a puerta    | 5                | 3                  |
| Faltas            | 11               | 6                  |
| Saques de esquina | 9                | 6                  |
| Penaltis          | 0                | 0                  |
| Fueras de juego   | 2                | 2                  |
| Posesión de balón | 59%              | 41%                |

#### Chile vs. Bolivia
| 17 de julio de 2022, 16:00 | Chile                                                            | 5:0 (4:0)                     | Bolivia | Estadio Pascual Guerrero, Cali                          |                                                         |
|                            | Lara 7', 45+1' · É Salvatierra 14' · Y. López 17' · Valencia 76' | CONMEBOL Reporte FIFA Reporte |         | Asistencia: 800 espectadores Árbitra: Elizabeth Tintaya | Asistencia: 800 espectadores Árbitra: Elizabeth Tintaya |

| 1          | Guardameta     | Christiane Endler   |     |
| 17         | Defensa        | Javiera Toro        |     |
| 18         | Defensa        | Camila Sáez         |     |
| 6          | Defensa        | Nayadet López Opazo | 72' |
| 21         | Defensa        | Rosario Balmaceda   |     |
| 4          | Centrocampista | Francisca Lara      | 60' |
| 8          | Centrocampista | Karen Araya         |     |
| 11         | Centrocampista | Yessenia López      | 61' |
| 2          | Delantero      | Valentina Navarrete |     |
| 13         | Delantero      | Javiera Grez        | 46' |
| 15         | Delantero      | Daniela Zamora      | 46' |
| Entrenador | Entrenador     | José Letelier       |     |

| 1           | Guardameta     | Kimberly López     |     |
| 18          | Defensa        | Yoselín Basualde   |     |
| 15          | Defensa        | Aidé Mendiola      |     |
| 13          | Defensa        | Ericka Morales     |     |
| 3           | Defensa        | Olga Sandoval      | 46' |
| 7           | Centrocampista | Ana Paula Rojas    |     |
| 16          | Centrocampista | Samantha Alurralde |     |
| 5           | Centrocampista | Érika Salvatierra  |     |
| 22          | Centrocampista | Brandy Flores      |     |
| 9           | Delantero      | Marlene Flores     | 81' |
| 21          | Delantero      | Marilin Rojas      |     |
| Entrenadora | Entrenadora    | Rosana Gómez       |     |

| 19 | Delantero      | María José Rojas         | 46' |
| 22 | Delantero      | Mary Valencia            | 46' |
| 5  | Defensa        | Fernanda Ramírez Mellado | 60' |
| 20 | Centrocampista | Yastin Jiménez           | 61' |
| 9  | Delantero      | María José Urrutia       | 72' |

| 11 | Delantero | Ilsen Rodríguez | 46' |
| 20 | Delantero | Alizia Bejarano | 81' |

| Anotado           | 7'    | Francisca Lara    | 1:0 |
| Anotado · Autogol | 14'   | Érika Salvatierra | 2:0 |
| Anotado           | 17'   | Yessenia López    | 3:0 |
| Anotado           | 45+1' | Francisca Lara    | 4:0 |
| Anotado           | 76'   | Mary Valencia     | 5:0 |

| Amonestado | 78' | Javiera Toro |

| Amonestado | 90+1' | Aidé Mendiola |

| Árbitra             | Elizabeth Tintaya |
| Árbitras asistentes | Gabriela Moreno   |
| Árbitras asistentes | Vera Yupanqui     |
| Cuarta árbitra      | Yercinia Correa   |

| 1          | Guardameta     | Christiane Endler   |     |
| 17         | Defensa        | Javiera Toro        |     |
| 18         | Defensa        | Camila Sáez         |     |
| 6          | Defensa        | Nayadet López Opazo | 72' |
| 21         | Defensa        | Rosario Balmaceda   |     |
| 4          | Centrocampista | Francisca Lara      | 60' |
| 8          | Centrocampista | Karen Araya         |     |
| 11         | Centrocampista | Yessenia López      | 61' |
| 2          | Delantero      | Valentina Navarrete |     |
| 13         | Delantero      | Javiera Grez        | 46' |
| 15         | Delantero      | Daniela Zamora      | 46' |
| Entrenador | Entrenador     | José Letelier       |     |

| 1           | Guardameta     | Kimberly López     |     |
| 18          | Defensa        | Yoselín Basualde   |     |
| 15          | Defensa        | Aidé Mendiola      |     |
| 13          | Defensa        | Ericka Morales     |     |
| 3           | Defensa        | Olga Sandoval      | 46' |
| 7           | Centrocampista | Ana Paula Rojas    |     |
| 16          | Centrocampista | Samantha Alurralde |     |
| 5           | Centrocampista | Érika Salvatierra  |     |
| 22          | Centrocampista | Brandy Flores      |     |
| 9           | Delantero      | Marlene Flores     | 81' |
| 21          | Delantero      | Marilin Rojas      |     |
| Entrenadora | Entrenadora    | Rosana Gómez       |     |

| 19 | Delantero      | María José Rojas         | 46' |
| 22 | Delantero      | Mary Valencia            | 46' |
| 5  | Defensa        | Fernanda Ramírez Mellado | 60' |
| 20 | Centrocampista | Yastin Jiménez           | 61' |
| 9  | Delantero      | María José Urrutia       | 72' |

| 11 | Delantero | Ilsen Rodríguez | 46' |
| 20 | Delantero | Alizia Bejarano | 81' |

| Anotado           | 7'    | Francisca Lara    | 1:0 |
| Anotado · Autogol | 14'   | Érika Salvatierra | 2:0 |
| Anotado           | 17'   | Yessenia López    | 3:0 |
| Anotado           | 45+1' | Francisca Lara    | 4:0 |
| Anotado           | 76'   | Mary Valencia     | 5:0 |

| Amonestado | 78' | Javiera Toro |

| Amonestado | 90+1' | Aidé Mendiola |

| Árbitra             | Elizabeth Tintaya |
| Árbitras asistentes | Gabriela Moreno   |
| Árbitras asistentes | Vera Yupanqui     |
| Cuarta árbitra      | Yercinia Correa   |

| Estadísticas      | Bandera de Chile | Bandera de Bolivia |
| Tiros             | 20               | 10                 |
| Tiros a puerta    | 10               | 3                  |
| Faltas            | 15               | 9                  |
| Saques de esquina | 6                | 12                 |
| Penaltis          | 0                | 0                  |
| Fueras de juego   | 8                | 2                  |
| Posesión de balón | 61%              | 39%                |

#### Colombia vs. Chile
| 20 de julio de 2022, 19:00 | Colombia                                           | 4:0 (4:0)                     | Chile | Estadio Centenario, Armenia                              |                                                          |
|                            | Usme 4' · D. Arias 11' · Vanegas 37' · Salazar 41' | CONMEBOL Reporte FIFA Reporte |       | Asistencia: 18 064 espectadores Árbitra: Anahí Fernández | Asistencia: 18 064 espectadores Árbitra: Anahí Fernández |

| 1          | Guardameta     | Catalina Pérez   |     |
| 2          | Defensa        | Manuela Vanegas  |     |
| 19         | Defensa        | Jorelyn Carabalí |     |
| 3          | Defensa        | Daniela Arias    |     |
| 20         | Defensa        | Mónica Ramos     | 83' |
| 21         | Centrocampista | Liana Salazar    | 77' |
| 5          | Centrocampista | Lorena Bedoya    |     |
| 18         | Centrocampista | Linda Caicedo    | 83' |
| 10         | Centrocampista | Leicy Santos     | 83' |
| 4          | Centrocampista | Diana Ospina     | 65' |
| 11         | Delantero      | Catalina Usme    |     |
| Entrenador | Entrenador     | Nelson Abadía    |     |

| 1          | Guardameta     | Christiane Endler   |     |
| 21         | Defensa        | Rosario Balmaceda   |     |
| 3          | Defensa        | Carla Guerrero      |     |
| 6          | Defensa        | Nayadet López Opazo | 46' |
| 18         | Defensa        | Camila Sáez         |     |
| 11         | Centrocampista | Yessenia López      |     |
| 8          | Centrocampista | Karen Araya         | 73' |
| 20         | Centrocampista | Yastin Jiménez      | 46' |
| 15         | Delantero      | Daniela Zamora      |     |
| 13         | Delantero      | Javiera Grez        | 46' |
| 2          | Delantero      | Valentina Navarrete | 46' |
| Entrenador | Entrenador     | José Letelier       |     |

| 7  | Delantero      | Gisela Robledo     | 65' |
| 23 | Delantero      | Elexa Bahr         | 77' |
| 15 | Delantero      | Tatiana Ariza      | 83' |
| 22 | Defensa        | Daniela Caracas    | 83' |
| 16 | Centrocampista | Gabriela Rodríguez | 83' |

| 19 | Delantero      | María José Rojas         | 46' |
| 5  | Defensa        | Fernanda Ramírez Mellado | 46' |
| 7  | Delantero      | Yenny Acuña              | 46' |
| 9  | Delantero      | María José Urrutia       | 46' |
| 10 | Centrocampista | Yanara Aedo              | 73' |

| Anotado | 4'  | Catalina Usme   | 1:0 |
| Anotado | 11' | Daniela Arias   | 2:0 |
| Anotado | 37' | Manuela Vanegas | 3:0 |
| Anotado | 41' | Liana Salazar   | 4:0 |

| Amonestado | 67' | Mónica Ramos |

| Amonestado | 56' | Yenny Acuña |

| Árbitra             | Anahí Fernández     |
| Árbitras asistentes | Luciana Mascaraña   |
| Árbitras asistentes | Adela Sánchez       |
| Cuarta árbitra      | Edina Alves Batista |

| 1          | Guardameta     | Catalina Pérez   |     |
| 2          | Defensa        | Manuela Vanegas  |     |
| 19         | Defensa        | Jorelyn Carabalí |     |
| 3          | Defensa        | Daniela Arias    |     |
| 20         | Defensa        | Mónica Ramos     | 83' |
| 21         | Centrocampista | Liana Salazar    | 77' |
| 5          | Centrocampista | Lorena Bedoya    |     |
| 18         | Centrocampista | Linda Caicedo    | 83' |
| 10         | Centrocampista | Leicy Santos     | 83' |
| 4          | Centrocampista | Diana Ospina     | 65' |
| 11         | Delantero      | Catalina Usme    |     |
| Entrenador | Entrenador     | Nelson Abadía    |     |

| 1          | Guardameta     | Christiane Endler   |     |
| 21         | Defensa        | Rosario Balmaceda   |     |
| 3          | Defensa        | Carla Guerrero      |     |
| 6          | Defensa        | Nayadet López Opazo | 46' |
| 18         | Defensa        | Camila Sáez         |     |
| 11         | Centrocampista | Yessenia López      |     |
| 8          | Centrocampista | Karen Araya         | 73' |
| 20         | Centrocampista | Yastin Jiménez      | 46' |
| 15         | Delantero      | Daniela Zamora      |     |
| 13         | Delantero      | Javiera Grez        | 46' |
| 2          | Delantero      | Valentina Navarrete | 46' |
| Entrenador | Entrenador     | José Letelier       |     |

| 7  | Delantero      | Gisela Robledo     | 65' |
| 23 | Delantero      | Elexa Bahr         | 77' |
| 15 | Delantero      | Tatiana Ariza      | 83' |
| 22 | Defensa        | Daniela Caracas    | 83' |
| 16 | Centrocampista | Gabriela Rodríguez | 83' |

| 19 | Delantero      | María José Rojas         | 46' |
| 5  | Defensa        | Fernanda Ramírez Mellado | 46' |
| 7  | Delantero      | Yenny Acuña              | 46' |
| 9  | Delantero      | María José Urrutia       | 46' |
| 10 | Centrocampista | Yanara Aedo              | 73' |

| Anotado | 4'  | Catalina Usme   | 1:0 |
| Anotado | 11' | Daniela Arias   | 2:0 |
| Anotado | 37' | Manuela Vanegas | 3:0 |
| Anotado | 41' | Liana Salazar   | 4:0 |

| Amonestado | 67' | Mónica Ramos |

| Amonestado | 56' | Yenny Acuña |

| Árbitra             | Anahí Fernández     |
| Árbitras asistentes | Luciana Mascaraña   |
| Árbitras asistentes | Adela Sánchez       |
| Cuarta árbitra      | Edina Alves Batista |

| Estadísticas      | Bandera de Colombia | Bandera de Chile |
| Tiros             | 11                  | 7                |
| Tiros a puerta    | 6                   | 1                |
| Faltas            | 9                   | 10               |
| Saques de esquina | 6                   | 2                |
| Penaltis          | 0                   | 0                |
| Fueras de juego   | 0                   | 0                |
| Posesión de balón | 48%                 | 52%              |

### Quinto puesto

#### Chile vs. Venezuela
| 24 de julio de 2022, 19:00 | Chile                                        | 1:1 (0:0) (4:2 p.)            | Venezuela                            | Estadio Centenario, Armenia                                 |                                                             |
|                            | Zamora 65'                                   | CONMEBOL Reporte FIFA Reporte | Castellanos 90+2'                    | Asistencia: 2 283 espectadores Árbitra: Edina Alves Batista | Asistencia: 2 283 espectadores Árbitra: Edina Alves Batista |
|                            |                                              | Tiros desde el punto penal    |                                      |                                                             |                                                             |
|                            | Lara · Araya · Zamora · Balmaceda · Guerrero |                               | Castellanos · Moreno · Altuve · Viso |                                                             |                                                             |

| 1          | Guardameta     | Christiane Endler        |     |
| 17         | Defensa        | Javiera Toro             |     |
| 18         | Defensa        | Camila Sáez              |     |
| 5          | Defensa        | Fernanda Ramírez Mellado | 87' |
| 21         | Defensa        | Rosario Balmaceda        |     |
| 4          | Centrocampista | Francisca Lara           |     |
| 8          | Centrocampista | Karen Araya              |     |
| 11         | Centrocampista | Yessenia López           |     |
| 16         | Delantero      | Geraldine Leyton         | 80' |
| 15         | Delantero      | Daniela Zamora           |     |
| 7          | Delantero      | Yenny Acuña              | 87' |
| Entrenador | Entrenador     | José Letelier            |     |

| 13          | Guardameta     | Nayluisa Cáceres    |     |
| 3           | Defensa        | Nairelis Gutiérrez  | 44' |
| 2           | Defensa        | Verónica Herrera    |     |
| 4           | Defensa        | María Peraza        |     |
| 6           | Defensa        | Michelle Romero     |     |
| 21          | Centrocampista | Bárbara Olivieri    |     |
| 8           | Centrocampista | Sonia O'Neill       | 46' |
| 17          | Centrocampista | Maikerlin Astudillo | 80' |
| 9           | Delantero      | Deyna Castellanos   |     |
| 11          | Delantero      | Oriana Altuve       |     |
| 14          | Delantero      | Raiderlin Carrasco  | 35' |
| Entrenadora | Entrenadora    | Pamela Conti        |     |

| 13 | Delantero      | Javiera Grez   | 80' |
| 3  | Defensa        | Carla Guerrero | 87' |
| 20 | Centrocampista | Yastin Jiménez | 87' |

| 7  | Centrocampista | Paola Villamizar | 35' |
| 23 | Defensa        | Gabriela Angulo  | 44' |
| 10 | Centrocampista | Kika Moreno      | 46' |
| 18 | Delantero      | Ysaura Viso      | 80' |

| Anotado | 65' | Daniela Zamora | 1:0 |

| Anotado | 90+2' | Deyna Castellanos | 1:1 |

| Francisca Lara    | Acierto de penal         | 1:0 |                           |                   |
|                   |                          | 1:0 | Fallo de penal (desviado) | Deyna Castellanos |
| Karen Araya       | Acierto de penal         | 2:0 |                           |                   |
|                   |                          | 2:0 | Fallo de penal (atajado)  | Kika Moreno       |
| Daniela Zamora    | Acierto de penal         | 3:0 |                           |                   |
|                   |                          | 3:1 | Acierto de penal          | Oriana Altuve     |
| Rosario Balmaceda | Fallo de penal (atajado) | 3:1 |                           |                   |
|                   |                          | 3:2 | Acierto de penal          | Ysaura Viso       |
| Carla Guerrero    | Acierto de penal         | 4:2 |                           |                   |

| Amonestado | 24' | Javiera Toro      |
| Amonestado | 62' | Rosario Balmaceda |

| Amonestado | 29' | Raiderlin Carrasco |
| Amonestado | 58' | María Peraza       |

| Árbitra             | Edina Alves Batista |
| Árbitras asistentes | Neuza Back          |
| Árbitras asistentes | Leila Moreira       |
| Cuarta árbitra      | Elizabeth Tintaya   |

| 1          | Guardameta     | Christiane Endler        |     |
| 17         | Defensa        | Javiera Toro             |     |
| 18         | Defensa        | Camila Sáez              |     |
| 5          | Defensa        | Fernanda Ramírez Mellado | 87' |
| 21         | Defensa        | Rosario Balmaceda        |     |
| 4          | Centrocampista | Francisca Lara           |     |
| 8          | Centrocampista | Karen Araya              |     |
| 11         | Centrocampista | Yessenia López           |     |
| 16         | Delantero      | Geraldine Leyton         | 80' |
| 15         | Delantero      | Daniela Zamora           |     |
| 7          | Delantero      | Yenny Acuña              | 87' |
| Entrenador | Entrenador     | José Letelier            |     |

| 13          | Guardameta     | Nayluisa Cáceres    |     |
| 3           | Defensa        | Nairelis Gutiérrez  | 44' |
| 2           | Defensa        | Verónica Herrera    |     |
| 4           | Defensa        | María Peraza        |     |
| 6           | Defensa        | Michelle Romero     |     |
| 21          | Centrocampista | Bárbara Olivieri    |     |
| 8           | Centrocampista | Sonia O'Neill       | 46' |
| 17          | Centrocampista | Maikerlin Astudillo | 80' |
| 9           | Delantero      | Deyna Castellanos   |     |
| 11          | Delantero      | Oriana Altuve       |     |
| 14          | Delantero      | Raiderlin Carrasco  | 35' |
| Entrenadora | Entrenadora    | Pamela Conti        |     |

| 13 | Delantero      | Javiera Grez   | 80' |
| 3  | Defensa        | Carla Guerrero | 87' |
| 20 | Centrocampista | Yastin Jiménez | 87' |

| 7  | Centrocampista | Paola Villamizar | 35' |
| 23 | Defensa        | Gabriela Angulo  | 44' |
| 10 | Centrocampista | Kika Moreno      | 46' |
| 18 | Delantero      | Ysaura Viso      | 80' |

| Anotado | 65' | Daniela Zamora | 1:0 |

| Anotado | 90+2' | Deyna Castellanos | 1:1 |

| Francisca Lara    | Acierto de penal         | 1:0 |                           |                   |
|                   |                          | 1:0 | Fallo de penal (desviado) | Deyna Castellanos |
| Karen Araya       | Acierto de penal         | 2:0 |                           |                   |
|                   |                          | 2:0 | Fallo de penal (atajado)  | Kika Moreno       |
| Daniela Zamora    | Acierto de penal         | 3:0 |                           |                   |
|                   |                          | 3:1 | Acierto de penal          | Oriana Altuve     |
| Rosario Balmaceda | Fallo de penal (atajado) | 3:1 |                           |                   |
|                   |                          | 3:2 | Acierto de penal          | Ysaura Viso       |
| Carla Guerrero    | Acierto de penal         | 4:2 |                           |                   |

| Amonestado | 24' | Javiera Toro      |
| Amonestado | 62' | Rosario Balmaceda |

| Amonestado | 29' | Raiderlin Carrasco |
| Amonestado | 58' | María Peraza       |

| Árbitra             | Edina Alves Batista |
| Árbitras asistentes | Neuza Back          |
| Árbitras asistentes | Leila Moreira       |
| Cuarta árbitra      | Elizabeth Tintaya   |

| Estadísticas      | Bandera de Chile | Bandera de Venezuela |
| Tiros             | 8                | 15                   |
| Tiros a puerta    | 2                | 4                    |
| Faltas            | 13               | 14                   |
| Saques de esquina | 6                | 4                    |
| Penaltis          | 0                | 0                    |
| Fueras de juego   | 1                | 0                    |
| Posesión de balón | 49%              | 51%                  |